# 天主教那霸教區
天主教那霸教區（拉丁語：Dioecesis Nahana）是日本一個羅馬天主教教區，屬長崎總教區。主教為韋恩·方濟各·伯恩特。

## 歷史

那霸教區管轄範圍圖

1947年：成立沖繩和南部群島/琉球宗座代牧區。1972年12月18日升為教區（自鹿兒島教區）。

## 現況
那霸教區範圍包括沖繩縣。2004年有教友6,118人、13個堂區、17名司鐸。主教為韋恩·方濟各·伯恩特。

## 外部連結
- 天主教那霸教區官方網站 （日語）